# Calciatore sudamericano dell'anno 2004
Il premio di calciatore sudamericano dell'anno per il 2004 fu assegnato a Carlos Tévez, calciatore argentino del Boca Juniors.

## Classifica
| Pos. | Calciatore        | Naz.      | Punti | Club         |
| ---- | ----------------- | --------- | ----- | ------------ |
| 1.   | Carlos Tévez      | Argentina | 76    | Boca Juniors |
| 2.   | Javier Mascherano | Argentina | 56    | River Plate  |
| 3.   | Lucho González    | Argentina | 37    | River Plate  |
| 3.   | Robinho           | Brasile   | 37    | Santos       |
| 5.   | Juan Carlos Henao | Colombia  | 32    | Once Caldas  |
| 6.   | José Cardozo      | Paraguay  | 26    | Toluca       |
| 7.   | Léo               | Brasile   | 24    | Santos       |
| 8.   | Elano             | Brasile   | 23    | Santos       |
| 9.   | Diego Lugano      | Uruguay   | 22    | San Paolo    |
| 9.   | Rolando Schiavi   | Argentina | 22    | Boca Juniors |